# Fiat Seicento
Fiat Seicento (Tip 187) este un autoturism de oraș produs de compania italiană Fiat, lansat la sfârșitul anului 1997 ca succesor al modelului Fiat Cinquecento, deși a fost bazat în mare parte pe acesta din urmă. Seicento nu s-a diferențiat mult de predecesorul său, păstrând aceleași motoare, șasiu și dimensiuni generale, însă a câștigat un supliment de 90 mm în lungime, atingând o lungime totală de 3.340 mm.
Ca și predecesorii săi, Cinquecento și Polski Fiat 126, Seicento a fost fabricat în uzina Fiat din Tychy, Polonia.
Între martie 1998 și aprilie 2004, au fost produse 1,1 milioane de unități Fiat Seicento. Denumirea „Seicento” provine din cuvântul italian pentru 600; modelul Seicento este succesorul spiritual al Fiat 600. Mașina a fost redenumită „600” pentru a celebra 50 de ani de la lansarea modelului original.

## Testele Euro NCAP
În testele de impact realizate de Euro NCAP, Fiat Seicento a obținut doar un rating de 1,5 stele, depășind cu puțin cele mai slabe modele testate în istoria Euro NCAP, respectiv Rover 100 și prima generație de Chrysler Voyager MPV. Spre comparație, un alt autoturism de mici dimensiuni, Smart Fortwo, a obținut trei stele în testele de impact.

## Versiuni

### Niveluri de echipare

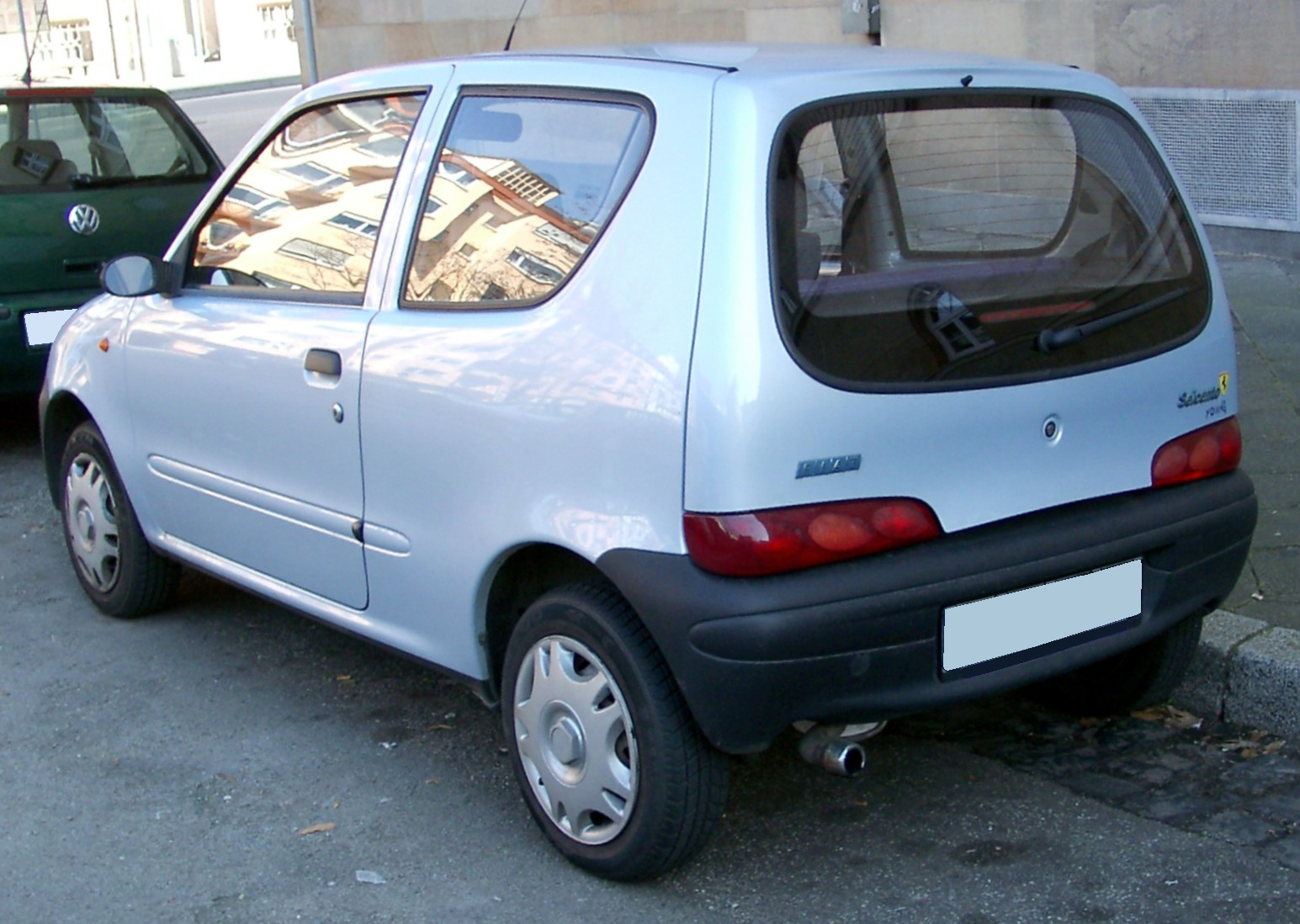
Fiat Seicento (înainte de facelift)

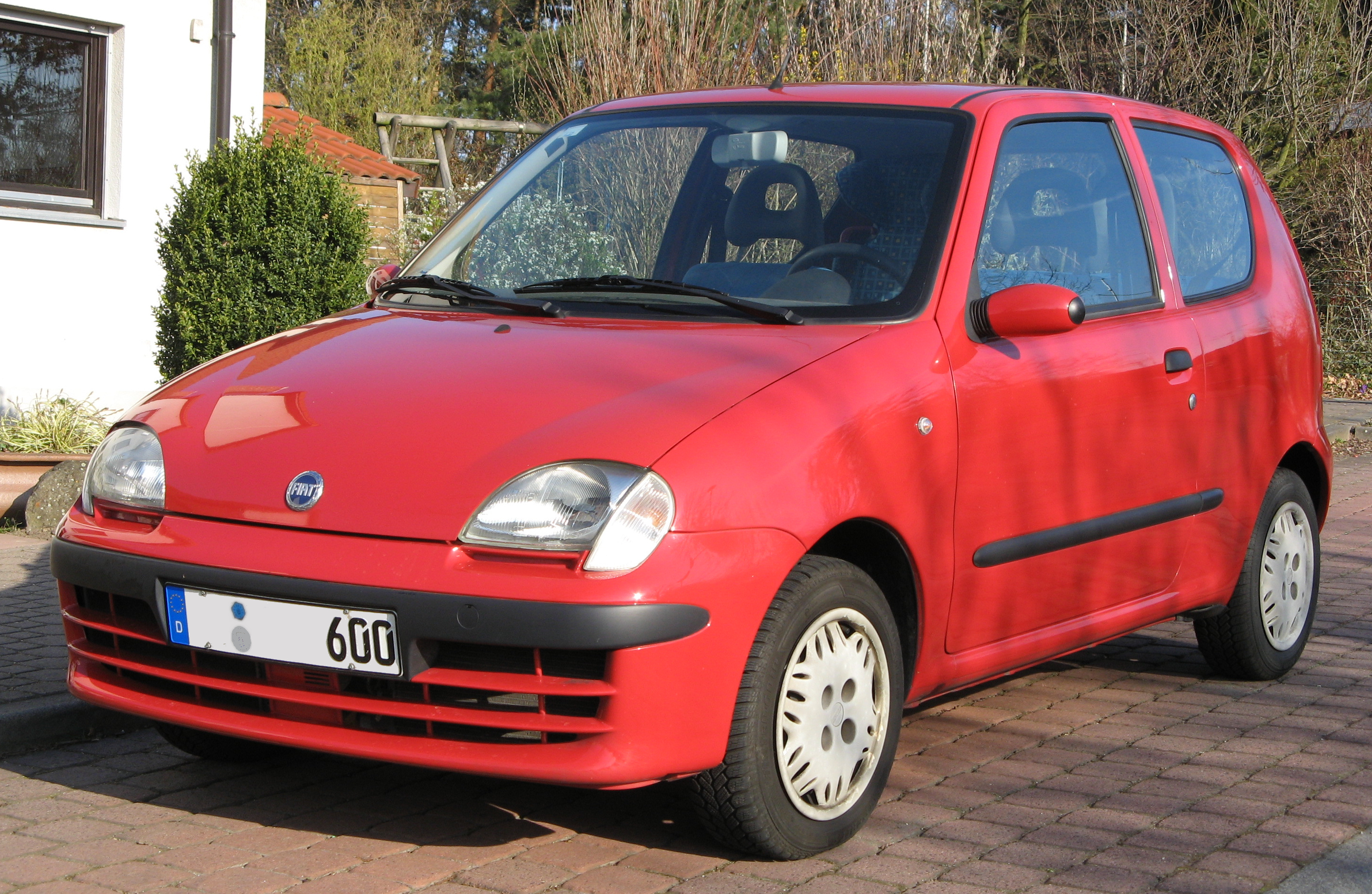
Fiat Seicento (facelift)

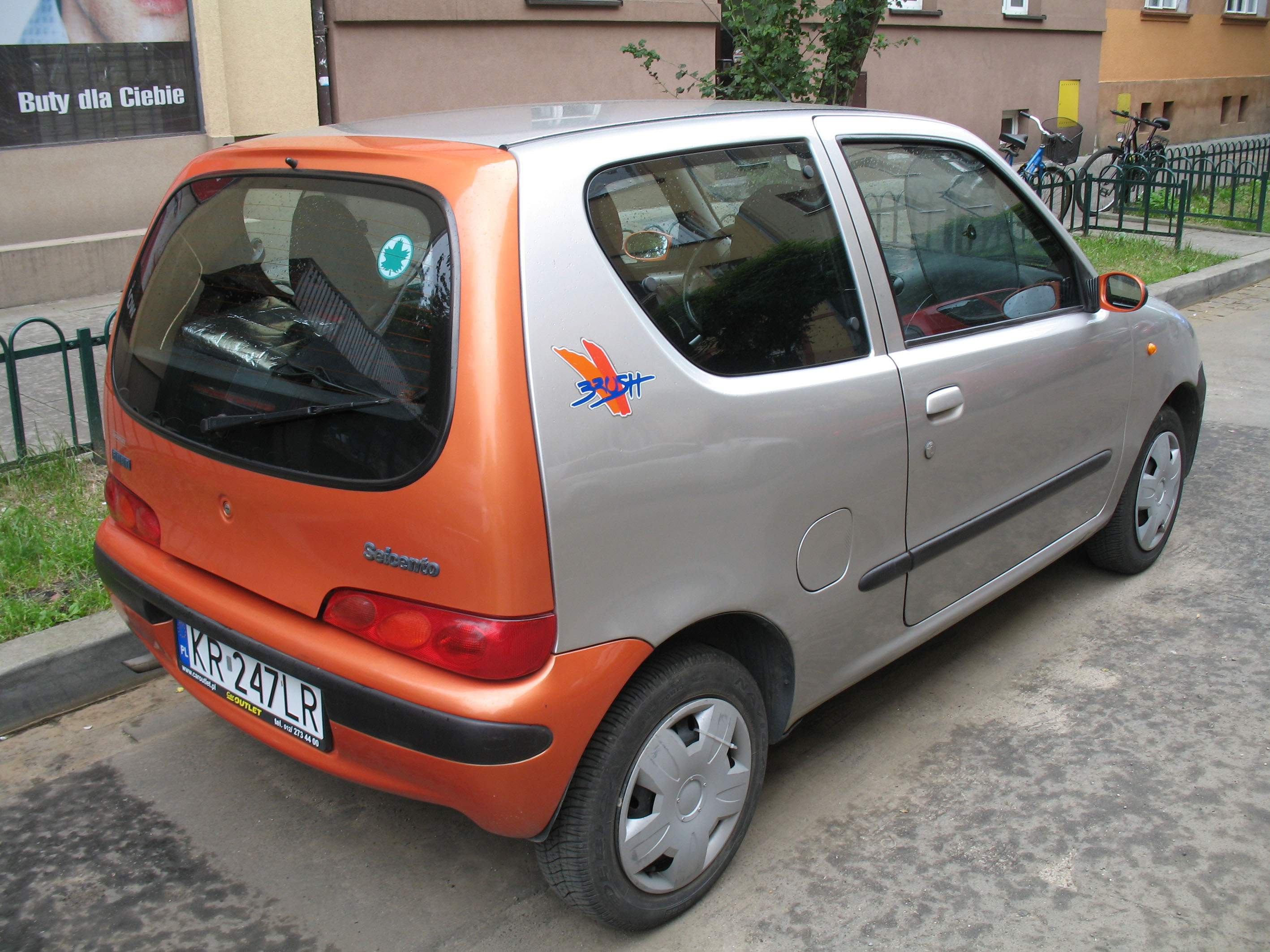
Fiat Seicento Brush (facelift)

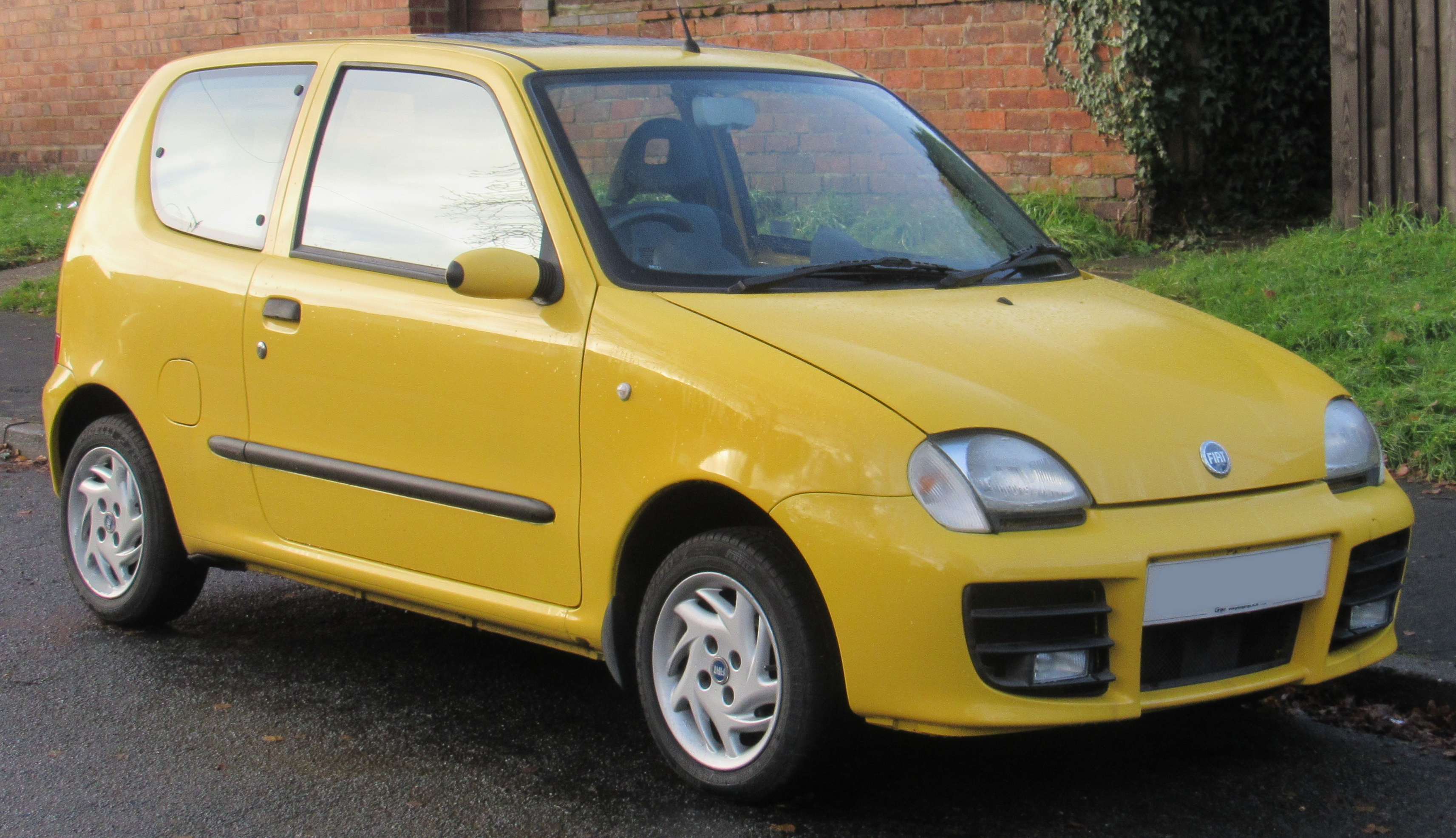
Fiat Seicento Sporting (facelift)

La momentul lansării, Seicento era disponibil în trei variante de echipare: 
- Varianta de bază „S”, cu bare de protecție negre și dotări minimale, echipată inițial cu motorul de 899 cm³ 29 kW (39 CP) din seria FIAT 100 series.
- Varianta „SX”, care reprezenta o ușoară îmbunătățire față de „S”, și includea bare de protecție în culoarea caroseriei, geamuri electrice, închidere centralizată și un acoperiș panoramic. Aceasta era disponibilă și în versiunea „Citymatic”, cu schimbare manuală a vitezelor fără ambreiaj.
- Varianta „Sporting”, dotată cu motorul din seria FIAT FIRE series, de 1.108 cm³ 40 kW (54 CP), suspensie coborâtă cu cu 20 mm și bare antiruliu. Din punct de vedere estetic, această variantă beneficia de jante din aliaj de 13 inchi și scaune sport. De asemenea, era disponibil un kit de stilizare Abarth, care includea un kit aerodinamic, jante Abarth de 14 inchi opționale, o cutie de viteze cu rapoarte scurte, praguri personalizate, tetiere brodate, schimbător de viteze și volan îmbrăcate în piele, elemente de decor colorate pe barele de protecție, praguri laterale și un spoiler.

La lansare, atât varianta „Sporting”, cât și modelele Abarth erau disponibile cu ABS, aer condiționat și servodirecție, însă, din cauza costurilor, aceste opțiuni au fost rareori alese de cumpărători. În 1999, motorul FIRE a fost utilizat pentru versiunea specială „Suite”, care includea aer condiționat. O ediție specială, denumită „Soleil”, a fost disponibilă pe unele piețe, bazată pe modelul „SX”, dar echipată cu un acoperiș textil pliabil electric pe întreaga lungime a plafonului. În octombrie 2000, odată cu actualizarea modelului, toate vehiculele au fost echipate cu lămpi de semnalizare clare, iar modelul „Sporting” a primit un kit de caroserie restilizat. Servodirecția era în continuare opțională pentru modelele Seicento de bază.
O ediție „Michael Schumacher” a modelului Sporting, echipată cu ABS și kit de stilizare Abarth, a fost lansată pentru a celebra succesul pilotului Ferrari în Formula 1. Această versiune era aproape identică cu modelul „Sporting” cu kit Abarth, diferențiindu-se prin inserții cromate în jurul schimbătorului de viteze, semnătura lui Michael Schumacher pe hayon și pragurile laterale, precum și o plăcuță de ediție limitată cu un număr unic, amplasată pe ușa pasagerului.

### Fiat 600

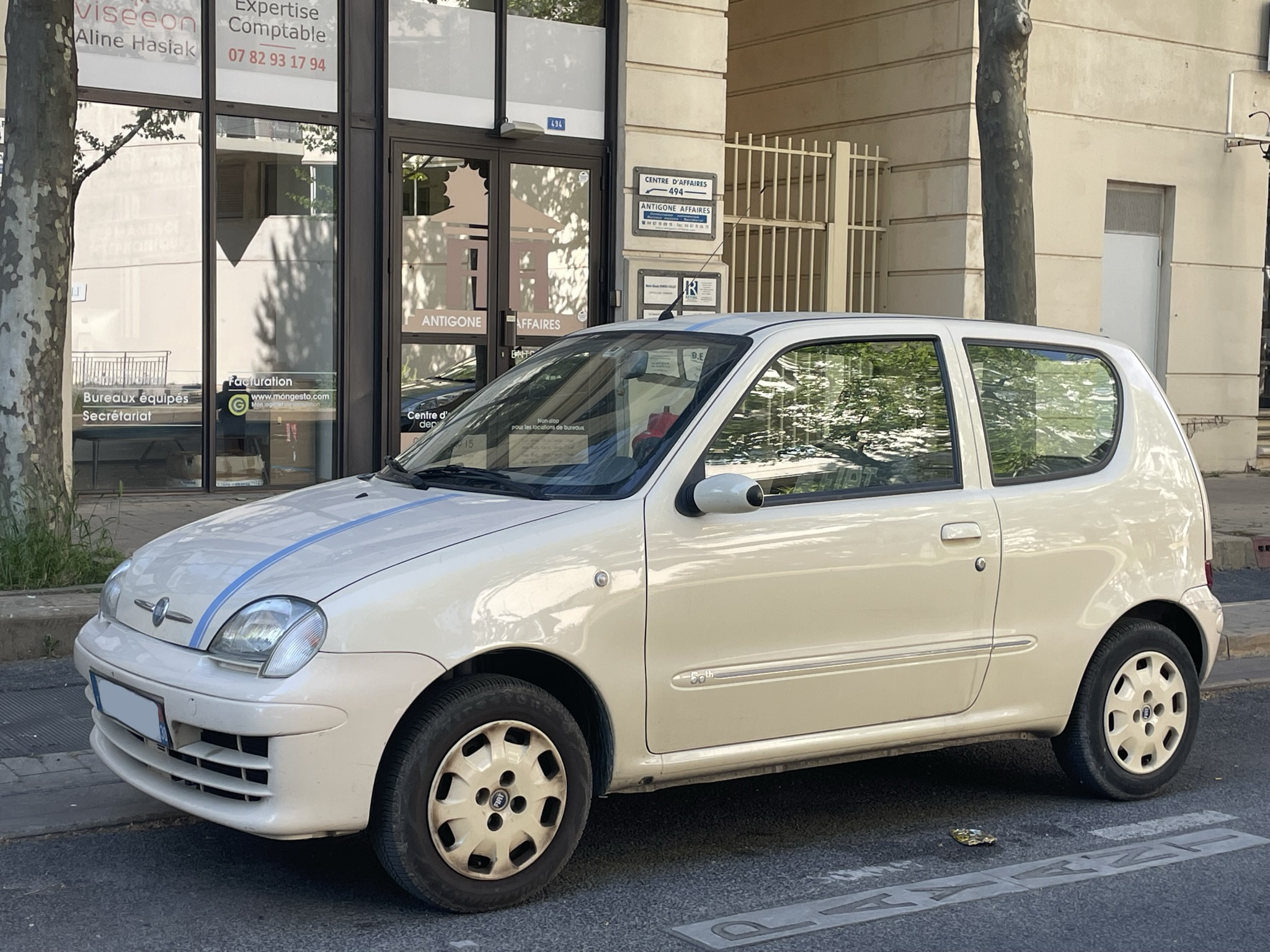
Fiat 600 50th Anniversary

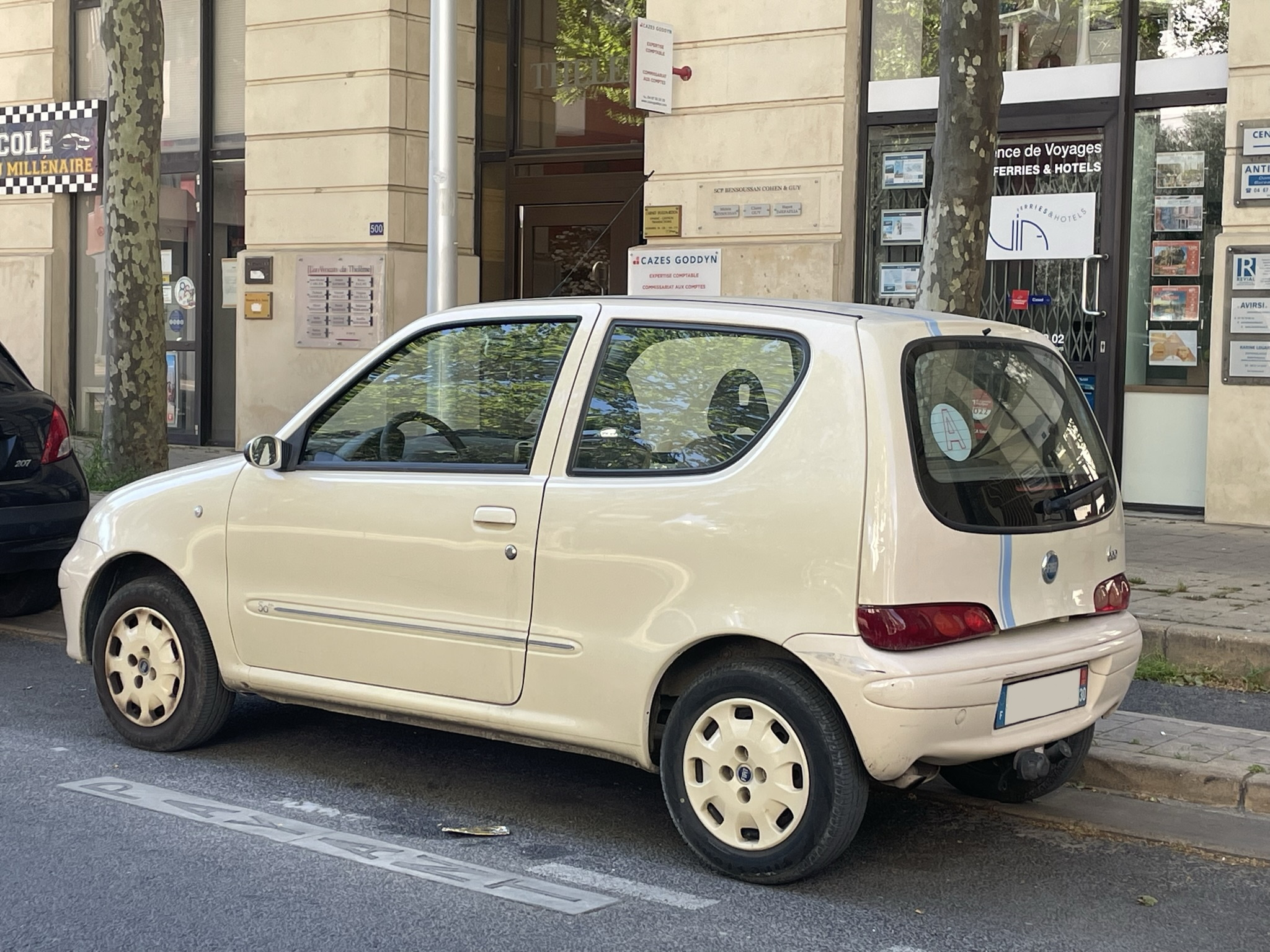
Fiat 600 50th Anniversary

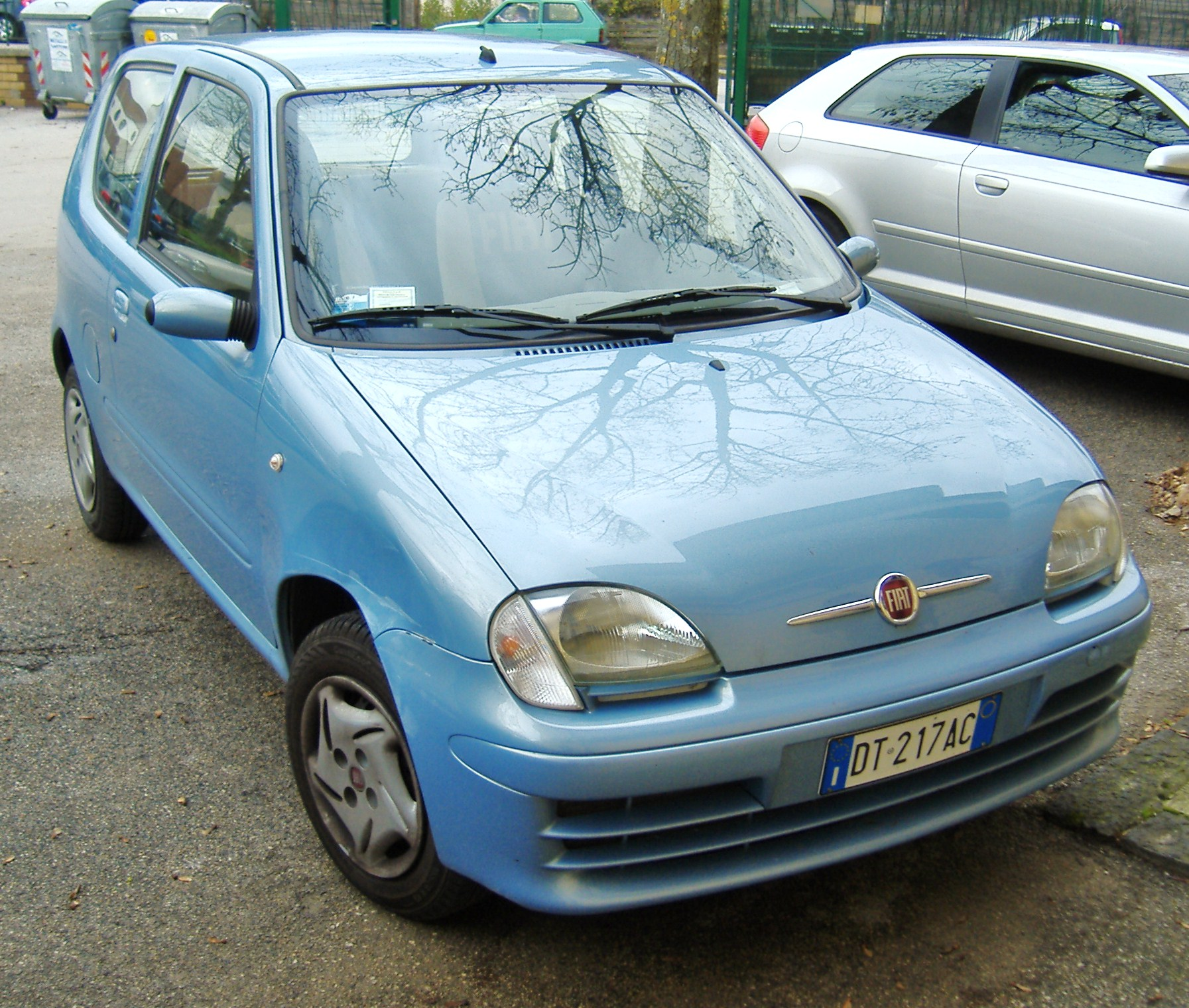
Ultimul model Fiat 600 (logo roșu)

În 2005, denumirea „Seicento” a fost înlocuită cu „600” (pentru a celebra 50 de ani de la prima ediție, din 1955), împreună cu unele modificări ale părții frontale și ale interiorului, unde numele Fiat era acum brodat pe scaune. Noile versiuni au fost denumite „Class” și „50th Anniversary”, subliniind legătura strânsă dintre acest model și cel anterior.

## Motoare
Modelul Seicento a fost disponibil cu două tipuri de motoare:
- Motorul vechi de 899 cm³ OHV 29 kW (39 CP), utilizat în versiunile de bază S și SX din primii ani (eliminat de pe piețele din Europa de Vest din cauza reglementărilor privind emisiile).
- Motorul de 1.108 cm³ FIRE 40 kW (54 CP), utilizat încă de la lansare în versiunea Sporting.
Ambele motoare utilizau injecție monopunct, însă începând cu 2001, motorul FIRE a fost echipat cu injecție multipunct, iar unitatea de 899 cm³ a fost eliminată pentru a respecta noile reglementări mai stricte privind emisiile.

## Elettra
Fiat Seicento Elettra a fost o versiune electrică a modelului Seicento, produsă de Fiat până în 2005. Inițial fabricată în serie în Italia între 1996 și 1998, producția a fost mutată în Polonia pentru anii următori, unde era construită la comandă.
Seicento Elettra era echipat cu un motor electric asincron trifazat de 30 kW (40 CP), alimentat de 18 baterii de 12V plumb-acid amplasate în compartimentul motor și sub bancheta din spate. Viteza maximă a modelului Seicento Elettra era de 100 km/h, iar autonomia sa era de aproximativ 90 kilometri.

## Tuning

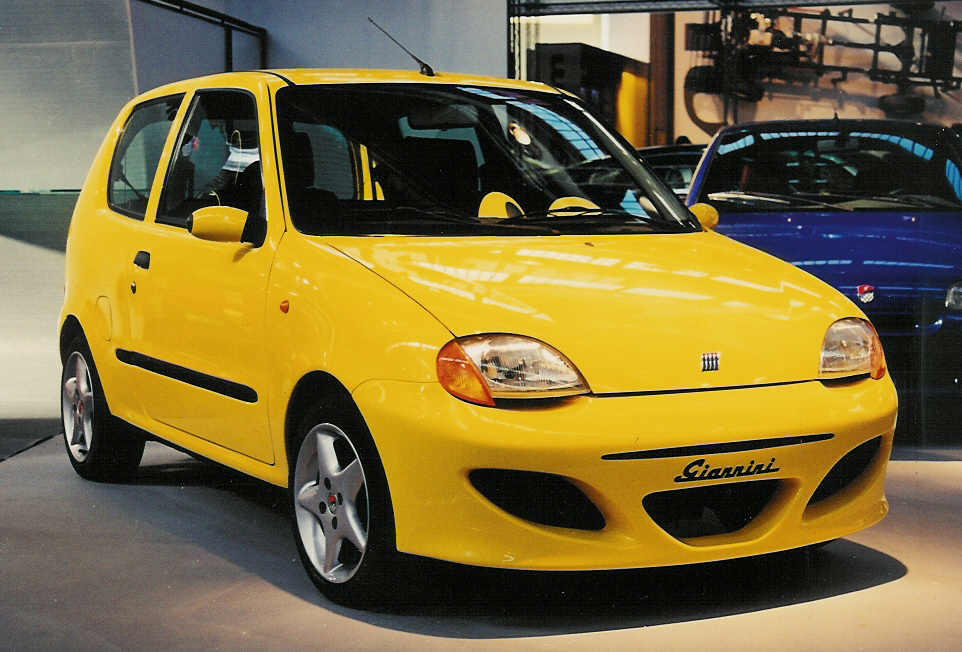
Giannini Seicento

Tunerul german Novitec a creat o ediție specială a modelului Fiat Seicento, îmbunătățind mașina cu un turbocharger și o cutie de viteze cu șase trepte. Această modificare permite să obțină 74 kW (99 CP) din motorul FIRE de 1.108 cm³. Pe lângă Novitec, compania italiană Giannini, au produs un kit de caroserie agresiv și au luat în considerare instalarea unui motor de 1,6 litri.

## Viitoarea înlocuire
Fiat Seicento a încetat producția în 2010. Deși nu a fost anunțat un succesor direct, o mare parte din segmentul de piață ocupat anterior de Seicento a fost preluat de noile modele Fiat Panda (2003) și 500 (2007), precum și de modelul economic Fiat Palio.

## Cifre de producție
| An   | Producție (unități) |
| ---- | ------------------- |
| 1997 | 633                 |
| 1998 | 152.755             |
| 1999 | 253.345             |
| 2000 | 236.283             |
| 2001 | 175.092             |
| 2002 | 143.923             |
| 2003 | 115.504             |
| 2004 | 69.317              |
| 2005 | 54.918              |
| 2006 | 46.115              |
| 2007 | 35.976              |
| 2008 | 25.166              |
| 2009 | 10.794              |
| 2010 | 9.152               |